# 金德偉
金德偉（直译 '德瑞克·金'，1993年9月13日—）為美國男子籃球運動員。

## 早年
金德偉的父親是中國大陸人，母親為臺灣人。金德偉出生並成長於中國大陸上海。
金德偉高中一年級就讀上海市民办中芯学校，榮獲球隊最有價值球員（Team MVP）和上海國際學校活動聯賽（Shanghai International Schools Activities Conference）年度第一隊（First Team All-Conference）。金德偉隻身住在上海浦东新区，父親住在上海浦西、並時常出差，母親則在印度工作。在母親從印度搬到美國加利福尼亞州後，金德偉在升上高中二年級前的暑假搬到加利福尼亞州帕羅奧圖，就讀聖特雷莎高中。在聖特雷莎高中的前兩個賽季，金德偉只有從替補出賽的機會，但在高中四年級獲得先發機會、擔任校隊的隊長，並入選花谷運動聯賽漢密爾頓山區（Mt. Hamilton Division）年度第一隊（First-Team All-League）和鬥牛犬追逐（Bulldog Chase）年度第一隊（First team All-Tournament）。

## 大學生涯
從高中畢業後，金德偉並沒立刻就讀大學，而是就讀拉霍亞籃球預備學院（La Jolla Prep Basketball Academy），希望能藉此獲得NCAA第三級別以上的大學機會。離開預備學院後，聖地亞哥基督教學院提供金德偉獎學金，金德偉在大學菜鳥年成為紅衫軍（redshirt），在2013–14年賽季結束後金德偉離開聖地亞哥基督教學院。因為有位聖特雷莎高中朋友就讀山麓學院，所以金德偉改就讀山麓學院。金德偉在山麓學院的第一個賽季仍然是從替補出發，第二個賽季因前個賽季的好表現，教練將金德偉調整為先發球員。金德偉在賽季倒數第三場對陣天際線學院時攻下生涯新高得分27分。金德偉在下個賽季輾轉就讀加利福尼亞大學柏克萊分校，成為校隊的練習生（walk-on）。

## 職業生涯
金德偉2018年到超級籃球聯賽桃園璞園建築測試，未獲球隊留用，隨後2018–19年賽季效力東南亞職業籃球聯賽澳門黑熊，2019–20年賽季改效力澳門戰狼。2020年12月2日，金德偉加盟P. LEAGUE+福爾摩沙台新夢想家，因金德偉擁有中華民國護照，以本土球員身份競逐P. LEAGUE+。2023年1月30日，金德偉加盟T1聯盟臺中太陽，以本土球員身份在T1聯盟出賽。2024年9月30日，台灣職業籃球大聯盟桃園台啤永豐雲豹宣布簽下華裔球員金德偉。10月26日，金德偉表示之前在臺灣前東家沒辦理工作證就讓其出賽，導致未來三年無法在臺灣打球。

## 外部連結
- 金德偉的Instagram帳戶
- 金德偉在P. LEAGUE+
- 金德偉在台灣職業籃球大聯盟
- 金德偉在Sports-Reference.com（NCAA）（英语）
- 金德偉在Eurobasket.com（球員）（英语）
- 金德偉在RealGM（英语）
- 金德偉在Proballers（英语）